# Стефанова Галина Анатоліївна
Галина Анатоліївна Веретельник-Стефанова (нар. 11 квітня 1956) — українська акторка театру і кіно. Лауреатка премії «Київська пектораль» (1997).

## Біографія
Народилася 11 квітня 1956 р. в Магаданській області, виростала у Львові. 1979 року закінчила Київський державний інститут театрального мистецтва ім. І. К. Карпенка-Карого (курс професора Анатолія Скибенка), а 1987 — філологічний факультет Київського державного університету ім. Тараса Шевченка.
З 1979 по 1991 рр. працювала у Київському Молодіжному театрі.
Акторка часто зайнята у творчих проєктах різних жанрів, зокрема: Варвара Рєпніна на сцені театру «Актор» (вистава «Стіна»), Клеопатра в однойменній виставі за п'єсою Ю. Едліса, Ельза у виставі «Гра королів, або Пат» П. Когоута, «Польові дослідження з українського сексу» — моновистава за романом Оксани Забужко, та моновистава «Палімпсест» (за текстами Василя Стуса і не лише). Бере участь в німецько-українських проєктах, зокрема: Вальтера Моссмана «Музика і тексти» із ансамблем аванґардної музики «Решерш» (Фрайбург, Німеччина — Львів, Україна). Виступає у концертних програмах та поетичних вечорах, на телебаченні та радіо.
Озвучила багато літературних творів, серед яких: Марія Савчин, Тисяча доріг.

## Нагороди
- 1997 року отримала «Київську пектораль» за найкраще виконання головної жіночої ролі у моновиставі «Стіна» в театрі «Актор»
- 2001 року — Лавреатка премії ім. Василя Стуса
- 2002 року — премії ім. Дмитра Нитченка за популяризацію української книжки.

## Фільмографія
Знімалась у фільмах:
- «Прелюдія долі» (1984)
- «Нам дзвони не грали, коли ми вмирали» (1991, епіз.)
- «Вишневі ночі» (1992)
- «Тарас Шевченко. Заповіт» (1997, 7—9 а)
- «Поет і княжна» (1999, Варвара)
- «ТойХтоПройшовКрізьВогонь» (2011)
- «Я і Фелікс» (2022) тощо.